# Lorsque cinq ans seront passés
Así que pasen cinco años
Lorsque cinq seront passés (en espagnol : Así que pasen cinco años) est une pièce de théâtre inspirée par le surréalisme, écrite par le poète et dramaturge espagnol Federico García Lorca (1898-1936), assassiné durant la guerre d'Espagne.

## Présentation
La pièce est composée de trois actes et comprend 22 personnages. Elle évoque les thèmes chers à Lorca, l'amour et la mort. 
Lorca achève l'écriture le 19 août 1931. Dans l'histoire de l'art et l'histoire du XXe siècle, la date est symbolique, car cinq ans plus tard, le poète est fusillé par les nationalistes en Andalousie.
La pièce fait partie de ce que Lorca nomme "le Théâtre impossible", empreint de surréalisme, comme sa pièce Le Public. 

## Historique

### Première représentation en France
- 1959: Théâtre Récamier à Paris, adaptation par Marcelle Auclair[4], mise en scène de Guy Suarès, interprétation de Laurent Terzieff, Pascale de Boysson et Jean-Pierre Jaubert[5].

### Première représentation aux États-Unis
- 1962: mise en scène par Valerie Bettis[6].

### Premières représentations à Madrid
- 1975 : Lycée français de Madrid, par les professeurs et les étudiants eux-mêmes[7];
- 1978 : Teatro Eslava, avec notamment sur scène l'actrice Esperanza Roy[8].

## Postérité
Le musicien Camarón de la Isla sort en 1979 le disque La leyenda del tiempo, comme le sous-titre de l'œuvre de Lorca. Le disque est aujourd'hui considéré comme une œuvre majeure du flamenco et de la musique espagnole contemporaine de la Transition démocratique.